# جاريد هامان
جاريد هامان (بالإنجليزية: Jared Hamman؛ مواليد 7 مارس 1982) هو مُقاتل فنون قتالية مختلطة أمريكي.

## وصلات خارجية
- جاريد هامان على موقع شيردوغ (الإنجليزية)
- جاريد هامان على موقع IMDb (الإنجليزية)